# Sydkivi
Sydkivi (Apteryx australis) eller ibland tokoeka är en fågel i familjen kivier. Fågeln är olikt andra fåglar inte helt färdigutvecklad före fem års ålder . Detta är den enda av kiviarterna som är aktiv både dag- och nattetid.

## Utseende och läten
Sydkivin är en medelstor (40–50 cm) och liksom sina släktingar flygoförmögen fågel utan synliga vingar. Fjäderdräkten är brunt längsgående streckad och varierar från mörkt gråbrun i Fiordland, rödbrun i Haast och mörkbrun på Stewart Island. Näbben är lång och elfenbensfärgad. Lätet som hörs nattetid, framför allt första två mörka timmarna, är en gäll och klar, stigande och sedan dalande vissling hos hanen och hos honan ett mörkare, hest skri.

## Utbredning och systematik
Sydkivi delas in i två distinkta underarter som båda finns i Nya Zeeland:
- Apteryx australis australis – förekommer på sydvästra Sydön
- Apteryx australis lawryi – förekommer på Stewart Island

## Levnadssätt
Sydkivin bebor ursprungliga skogar, tuvgräsmarker och intilliggande jordbruksbygd. Den är mestadels nattlevande, men olikt andra arter kan den också observeras dagtid. 

## Status
Populationen på Sydön minskar kraftigt till följd av predation av ungar, huvudsakligen från införda hermeliner, medan utvecklingen på Stewart Island är oklar. Internationella naturvårdsunionen IUCN bedömer arten som hotad och placerar den i kategorin sårbar. Världspopulationen uppskattas till cirka 16 500 vuxna individer.